# Eobiana engelhardti
Eobiana engelhardti är en insektsart som först beskrevs av Boris Petrovich Uvarov 1926.  Eobiana engelhardti ingår i släktet Eobiana och familjen vårtbitare.

## Underarter
Arten delas in i följande underarter:
- E. e. engelhardti
- E. e. subtropica